# برکوک
برکوک روستایی است از توابع بخش سده و در شهرستان قائنات در استان خراسان جنوبی، ۴۵ کیلومتری شهرهای بیرجند و قائن. این روستا تا مرز افغانستان ۱۵۰ کیلومتر فاصله دارد.
روستای برکوک  شیعه   در دامنه کوه‌های قهستان بوده. در نزدیکی برکوک دو روستای «خشک» و «کلاته بالا» قرار دارد که اکثریت جمعیت آنها  شیعه اسماعیلیه هستند.
وجود دو محصول مقاوم زرشک و زعفران باعث تأمین زندگی در این روستا شده‌است.
این روستا در گذشته ارتباط ویژه ای با روستای خنگ داشته به طوری که قنات و رودخانه ای به نام تگ خنگ در این منطقه وجود دارد که نشان دهنده مسیر تردد و آمدوشد این دو نقطه بوده‌است.

## مردم‌شناسی
بر اساس سرشماری سال ۱۳۸۵ جمعیت آن ۵۷۵ نفر (۱۸۰ خانوار) بوده‌است.
در برکوک صد و هشتاد خانوار زندگی می‌کنند که در حدود صد خانوار از آنها روحانی هستند.
بر پایه سرشماری عمومی نفوس و مسکن در سال ۱۳۹۰ جمعیت این روستا ۵۶۹ نفر (در ۱۸۴ خانوار) بوده‌است.

## امکانات
خانه بهداشت این روستا در سال شصت و دو تأسیس شده‌است. در سال شصت و چهار برق روستا، در سال هفتاد و چهار آب روستا و در سال هشتاد و چهار تلفن روستا کشیده شده‌است. همچنین در سال هشتاد و پنج مدرسه روستا در سطوح ابتدایی و راهنمایی از سوی نیکوکاران بازسازی شده‌است.
هر خانواده روستایی در برکوک در حدود ده ساعت آب دارد. خشکسالی که از آغاز دهه هشتاد منطقه خراسان دچار آن شده باعث شده بسیاری از مردم برکوک نیز روستا را ترک کنند و با حاشیه‌نشینی در شهرهایی چون بیرجند، قائن، مشهد و تهران با کارگری زندگی خود را بگذرانند.